# Steppe à mammouths
La Steppe à mammouths, ou Steppe-toundra, est un biome disparu, caractéristique de la dernière période glaciaire et des glaciations quaternaires en général, pendant lequel il recouvrait une grande partie de l'Eurasie et de l'Amérique du Nord.

## Végétation

Biomes au moment du dernier maximum glaciaire (21 000 ans AP)

La végétation caractéristique de ce biome était pauvre en graminées, selon une étude de 2014.

## Faune
La mégafaune incluait de grands herbivores comme le mammouth laineux, le renne, son cousin le megaloceros, le bœuf musqué ou encore le rhinocéros laineux.